# Kuwaitupogebiidae
Kuwaitupogebiidae is een familie van kreeftachtigen uit de klasse van de Malacostraca (hogere kreeftachtigen).

## Geslacht
- Kuwaitupogebia Sakai, Türkay & Al Aidaroos, 2015